# Union (Virginia Occidentale)
Union è un comune degli Stati Uniti d'America, situato nello Stato della Virginia Occidentale, nella contea di Monroe.